# Licopodi selago
El Licopodi selago o la hupèrzia (Huperzia selago) és una espècie de pteridòfit (planta vascular sense flors) de la família de les licopodiàcies que viu en clarianes humides dels boscos de coníferes sobre sòl silícic i humífer. També és present als matollars d'empètrum i escletxes de roca ombrejades i replanets molsosos de l'estatge alpí.

## Taxonomia i Etimologia
El licopodi selago va ser descrit originalment per Carl von Linné, l'any 1753, amb el nom de Lycopodium selago, a la seva obra més reconeguda, Species Plantarum. que és el criteri seguit a la Flora dels Països Catalans. L'any 1829, el botànic alemany Johann Jakob Bernhardi va proposar separar-lo de la resta de licopodis i va crear la combinació més reconeguda al dia d'avui: Huperzia selago (L.) Bernh.
El nom del gènere està dedicat al botànic Johann Meter Huperz que va estudiar la propagació de les falgueres a principis del segle xix. L'epítet específic "selago" prové del llatí i era el nom antic d'un grup de licopodis.

## Distribució
Es distribueix àmpliament per les zones temperades i fredes de tot l'Hemisferi nord, Macaronèsia, Austràlia, Tasmània i Nova Zelanda. S'estén per gran part de les muntanyes d'Europa, arribant pel sud al nord de la península Ibèrica i Grècia. A Catalunya és més aviat rara als Pirineus axials, de la Vall d'Aran a l'Alt Empordà -massís de les Salines-, però molt rara al Montseny.

## Morfologia
Com en tots els pteridòfits hi ha una alternança de generacions i l'individu que es veu habitualment correspon a l'esporòfit diploide. És una herba perenne (camèfit) i reptant amb les tiges prostrades, herbàcies, de 5 a 30 cm i ramificades dicotòmicament en branques finalment ascendents. Les microfil·les són lanceolato-linears, agudes i es disposen en 6-8 rengles helicoidals, molt imbricats i cobrint la tija. Aquest fet li dona l'aspecte d'una molsa molt robusta. Les esporofil·les es disposen a la part distal de les tiges i no formen estròbils i és on apareixeran els esporangis que són axil·lars i reniformes i produeixen espores tetraèdriques.

## Usos
Era una de les plantes recol·lectades pels druides per a les seves cerimònies religioses. N'extreien el suc per curar diverses malalties. És amargant i molt astringent. A dosis altes és fortament tòxic.

## Imatges

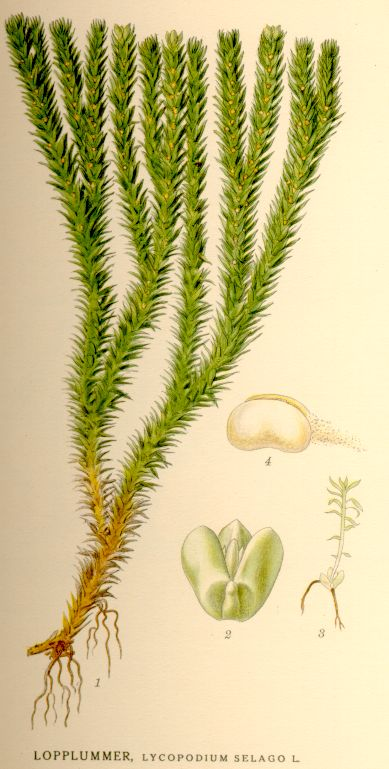
Il·lustració
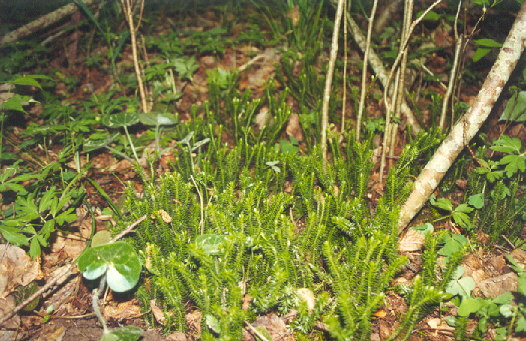
Hàbitat
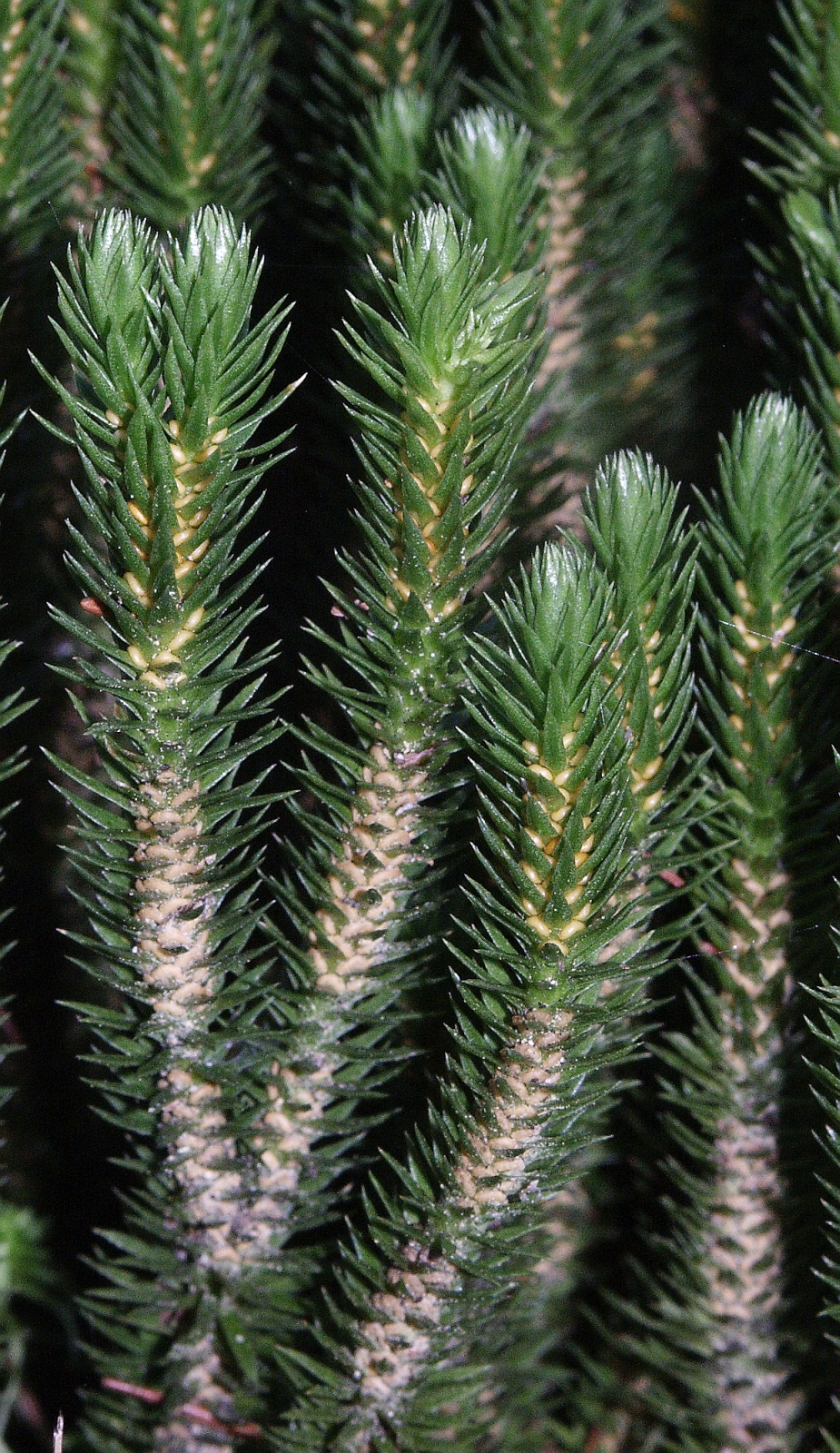
tiges
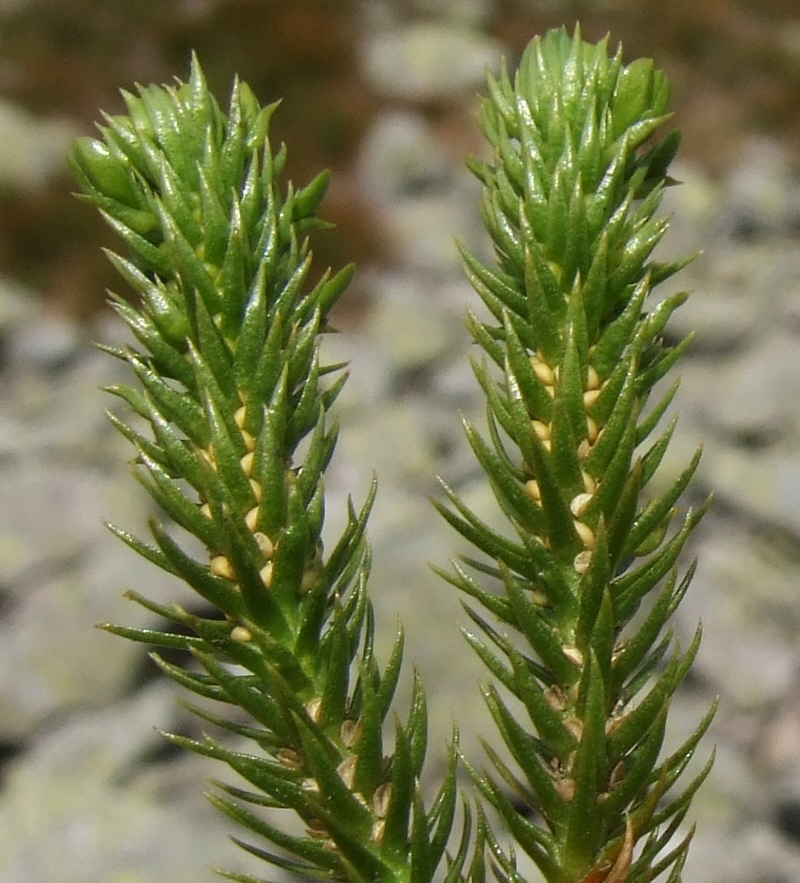
esporofil·les
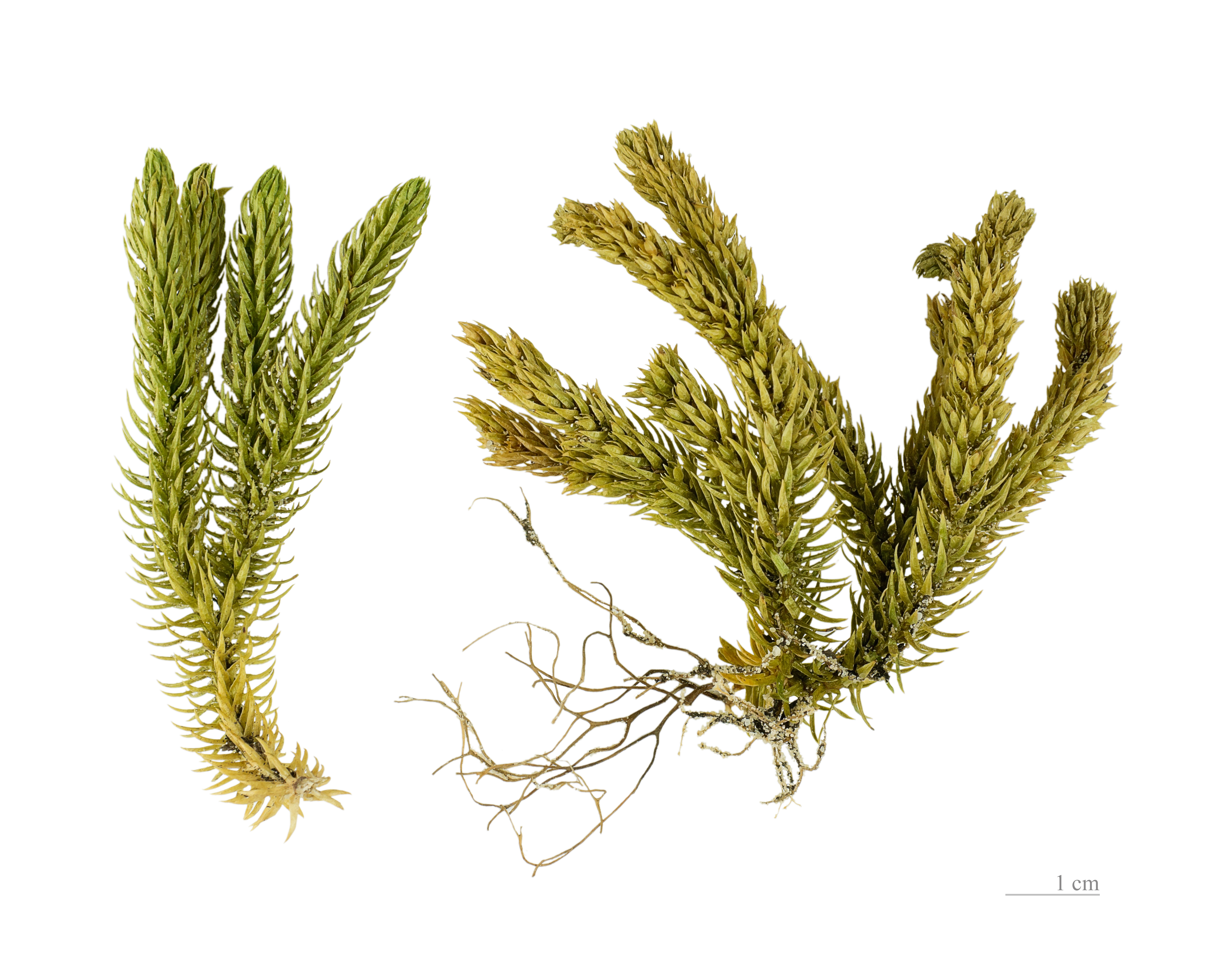
Planta seca